# Perttu Lindgren
Perttu Lindgren (* 26. srpna 1987, Tampere, Finsko) je bývalý finský hokejový útočník se zkušeností z NHL, který odehrál přes 300 utkání ve švýcarské nejvyšší soutěži a 249 utkání ve finské nejvyšší soutěži.

## Kariéra
Perttu Lindgren hokejově vyrůstal ve svém rodném Tampere, kde hrál za mladší kategorie tamního Ilvesu. V 15 letech byl kapitánem finské reprezentace do 16 let. Postupně prošel všemi věkovými reprezentacemi své země a v roce 2006 získal s juniorskou reprezentací Finska bronzovou medaili na MS juniorů. V roce 2005 byl draftován týmem Dallas Stars ve 3. kole draftu NHL na celkově 75. místě. V sezónách 2005/2006 a 2006/2007 ovšem pokračoval v Ilvesu. Za sezónu 2005/2006 byl vyhlášen nejlepším nováčkem SM-liigy a na MS juniorů 2007 byl nejlepším nahrávačem. Před sezónou 2007/2008 se rozhodl hrát v zámoří a nastupoval ve farmářském týmu Dallasu Stars za Iowu Stars. Pro sezónu 2008/2009 se vrátil do Finska, kde nastupoval za Lukko Rauma. V sezóně 2009/2010 nastupoval opět v zámoří a většinu sezóny opět v nižší lize AHL za tým Texas Stars. Pouze v jednom utkání nastoupil v NHL za Dallas Stars, sehrál osm minut čistého času.
Před sezónou 2010/2011 se vrátil do týmu Lukko Rauma, kde odehrál i sezónu 2011/2012. Po sezóně v KHL za Atlant Mytišči a Amur Chabarovsk odešel před sezónou 2013/2014 do HC Davos, který hraje švýcarskou nejvyšší soutěž. Za tento klub hrál až do ledna 2021, kdy byl vyměněn do EHC Biel. Třetí zápas od přestupu proti svému bývalému týmu nedohrál kvůli otřesu mozku. Na konci sezóny ukončil profesionální hráčskou kariéru. Od prosince 2023 trénuje v mateřském klubu Ilves juniory. Nastoupil v dresu národního týmu během tří ročníků Euro Hockey Tour.

## Individuální úspěchy
- 2005-06 - Trofej Jarmo Wasamana.

## Týmové úspěchy
- 2004-05 - Mistr juniorské SM-liigy.
- 2006 - Zisk bronzové medaile na MS juniorů.

## Klubové statistiky
| Sezona               | Klub                 | Soutěž               | Základní část | Základní část | Základní část | Základní část | Základní část | Play off | Play off | Play off | Play off | Play off |
| Sezona               | Klub                 | Soutěž               | Z             | G             | A             | B             | TM            | Z        | G        | A        | B        | TM       |
| -------------------- | -------------------- | -------------------- | ------------- | ------------- | ------------- | ------------- | ------------- | -------- | -------- | -------- | -------- | -------- |
| 2003–04              | Ilves Tampere 20'    | SM-l 20'             | 2             | 0             | 0             | 0             | 0             | —        | —        | —        | —        | —        |
| 2004–05              | Ilves Tampere 20'    | SM-l 20'             | 38            | 12            | 29            | 41            | 2             | 10       | 7        | 10       | 17       | 4        |
| 2004–05              | Ilves Tampere        | SM-liiga             | 2             | 0             | 0             | 0             | 0             | —        | —        | —        | —        | —        |
| 2005–06              | Ilves Tampere 20'    | SM-l 20'             | 2             | 1             | 0             | 1             | 0             | —        | —        | —        | —        | —        |
| 2005–06              | Ilves Tampere        | SM-l                 | 51            | 13            | 24            | 37            | 16            | 4        | 0        | 0        | 0        | 0        |
| 2006–07              | Ilves Tampere        | SM-l                 | 43            | 4             | 22            | 26            | 38            | 7        | 4        | 2        | 6        | 2        |
| 2007–08              | Iowa Stars           | AHL                  | 69            | 10            | 24            | 34            | 6             | —        | —        | —        | —        | —        |
| 2008–09              | Lukko Rauma          | SM-l                 | 49            | 5             | 19            | 24            | 16            | 7        | 1        | 0        | 1        | 6        |
| 2009-10              | Texas Stars          | AHL                  | 74            | 14            | 33            | 47            | 14            | 24       | 7        | 10       | 17       | 2        |
| 2009-10              | Dallas Stars         | NHL                  | 1             | 0             | 0             | 0             | 0             | —        | —        | —        | —        | —        |
| 2010–11              | Lukko Rauma          | SM-l                 | 56            | 23            | 43            | 66            | 30            | 12       | 4        | 5        | 9        | 2        |
| NHL celkově          | NHL celkově          | NHL celkově          | 1             | 0             | 0             | 0             | 0             | —        | —        | —        | —        | —        |
| SM-liiga celkově     | SM-liiga celkově     | SM-liiga celkově     | 201           | 45            | 108           | 153           | 100           | 30       | 9        | 7        | 16       | 4        |
| AHL celkově          | AHL celkově          | AHL celkově          | 143           | 24            | 57            | 81            | 20            | 24       | 7        | 10       | 17       | 2        |
| SM-liiga 20' celkově | SM-liiga 20' celkově | SM-liiga 20' celkově | 42            | 13            | 29            | 42            | 2             | 10       | 7        | 10       | 17       | 4        |

### Reprezentační statistiky
| 2005                 | Finsko               | MS 18'               | 6  | 2 | 0  | 2  | 2  |
| 2006                 | Finsko               | MSJ                  | 7  | 2 | 4  | 6  | 2  |
| 2007                 | Finsko               | MSJ                  | 6  | 2 | 8  | 10 | 8  |
| Celkově juniorská MS | Celkově juniorská MS | Celkově juniorská MS | 19 | 6 | 12 | 18 | 12 |